# 徐邈 (東晉)
徐邈（344年—397年），字仙民，東莞郡姑幕縣（今山东省诸城市）人。東晉學者。祖父徐澄之因永嘉之亂南渡。因才學和行事細緻縝密而受晉孝武帝器重。

## 生平
徐邈性格端壯文雅，勤勵向學，博涉多聞，處事細緻周到。年輕時與同鄉臧壽齊名，只專注讀書，不會到城邑遊玩。後晉孝武帝開始閱讀典籍，於是朝廷招引儒學之士入朝，徐邈以東州儒素而被謝安選中，後獲授中書舍人，在西省侍帝。徐邈雖然不是滿口經典章句，但解釋文義、標明意思、為五經撰寫正音釋義，學習的都取其法。
徐邈後遷散騎常侍，仍在西省侍帝，每次被詢問都立刻有所貢獻，多有助益，故此很受孝武帝寵待。孝武帝宴會後喜歡寫手詔賜給侍臣，不過文詞隨意甚至雜亂，徐邈都適時收改，使其文辭可觀，待孝武帝閱覽後才正式下賜。太安十年（385年），謝安去世，因謝氏淝水之功功高震主，對於對謝安喪事的禮待有所分歧，但徐邈仍力勸中書令王獻之奏請加謝安殊禮。後曾轉祠部郎，曾上呈南北郊宗廟迭毁之禮，所述皆有證據。
徐邈後遷中書侍郎，專掌詔書，深得孝武帝親近。當時徐邈雖然受到孝武帝信任，但他自感沒有強大後台，所以沒有像同受孝武帝親信的范甯般攻於對抗王國寶以至其所在的司馬道子，同時亦沒有像范甯般被王國寶中傷而遭貶謫。相反，徐邈意欲調和孝武帝與司馬道子之間的矛盾，曾對孝武帝說：「昔日明主漢文帝，仍然悔對淮南王劉長；世祖聰達，仍愧於齊王。兄弟之間，實在適宜深思慎行。」又說：「會稽王雖然有縱酒放蕩的缺點，但對陛下是忠心不貮的，應該加以寬貸，散解帝相之間的紛議，對外為國家計劃，對內慰太后之心。」，得孝武帝接納。又一次徐邈到司馬道子的東府，當時司馬道子賓客正沉溺酒醉中，場面諠譁。司馬道子說：「你感到痛快嗎？」徐邈直言：「徐邈只是陋巷書生，只以節儉清修為痛快。」司馬道子知其崇尚儉素，都沒感到不滿。如此徐邈能立於主相之間。
當時皇太子司馬德宗幼弱，孝武帝選任太子的文武官員皆一時之俊傑，徐邈亦獲授太子前衞率，領本郡大中正，負責教授太子經籍。徐邈雖在東宮，但仍常常入朝見孝武帝，參與朝政，修飾詔文、拾遺補闕，為孝武帝效勞。孝武帝不僅因其細緻周到而以他比作金日磾、霍光，更有託咐輔政重任之意，打算讓他進升至顯要職位，但是孝武帝於太元二十一年（396年）被張貴人殺害，因孝武帝突然死亡而未及寫遺詔，事情都沒實行。
皇太子即位後，徐邈拜驍騎將軍。隆安元年（397年）徐邈父親徐藻去世，而徐邈本已有疾，竟因哀傷而加重其病情，在同年也去世了，享年五十四歲。州里知道徐邈去世後都感到傷心，有識之士都感到悲傷。

## 家庭

### 兄弟姐妹
- 徐廣，徐邈弟，官至祕書監，著《晉紀》。一生目睹桓玄和劉裕篡奪晉室的行為，仍以晉室遺民自居。
- 徐氏，何承天母[4]

### 子女
- 徐豁，徐邈長子，晉官至尚書左丞。南朝宋官至始興太守。
- 徐浩，徐豁弟，官至西陽太守，與何無忌鎮壓盧循叛亂時遇害。

## 延伸阅读
[在维基数据编辑]
 《晉書/卷091》，出自房玄齡《晉書》